# Тоньи, Гастон
Гасто́н То́ньи (исп. Gastón Togni; 20 сентября 1997 года, Коронель-Гранада, провинция Буэнос-Айрес) — аргентинский футболист, нападающий клуба «Индепендьенте», выступающий на правах аренды за «Дефенсу и Хустисию».

## Биография
Тоньи является воспитанником «Индепендьенте». 19 марта 2017 года дебютировал в аргентинском чемпионате в поединке против «Сан-Мартина», выйдя в стартовом составе и будучи заменённым на 57-й минуте Мартином Бенитесом. Всего в дебютном сезоне провёл восемь встреч, забитыми мячами не отмечался.
В сезоне 2018/19 выступал на правах аренды за «Дефенсу и Хустисию», которой помог впервые в истории занять второе место в чемпионате Аргентины. Сам Тоньи сыграл в 18 матчах и отметился тремя забитыми мячами. После окончания аренды вернулся в «Индепендьенте».

## Титулы и достижения
- Вице-чемпион Аргентины (1): 2018/19
- Обладатель Южноамериканского кубка (1): 2017